# Baritius eleutheroides
Baritius eleutheroides är en fjärilsart som beskrevs av Rothschild 1909. Baritius eleutheroides ingår i släktet Baritius och familjen björnspinnare. Inga underarter finns listade i Catalogue of Life.